# Henryk Mateusiak
Henryk Roman Mateusiak (ur. 22 września 1951 w Woli Osowińskiej) – polski samorządowiec, sekretarz gminy Borki do 1998 r., od 1998 do 2014 r. wójt gminy Borki, od 5 marca 2015 r. sekretarz gminy Czemierniki.

## Życiorys
Henryk Mateusiak urodził się w 1951 r., w Woli Osowińskiej, tam też wychowywał się i ukończył szkołę podstawową im. płk. pil. Zdzisława Krasnodębskiego w Woli Osowińskiej. Po studiach w 1973 r. rozpoczął pracę jako nauczyciel w szkole podstawowej w Woli Osowińskiej, potem pracował jako sekretarz w Urzędzie Gminy Borki. W 1998 r. został wybrany na stanowisko wójta gminy Borki, kolejny raz był wybierany w wyborach 2002 r. (w II turze), 2006 r. (w I turze) i 2010 r. (w I turze). W 2014 r. po raz 5. starał się o kadencję wójta, lecz przegrał te wybory, uzyskując 37% głosów. 5 marca 2015 r. w wyniku konkursu został wybrany na stanowisko sekretarza gminy Czemierniki.